# Nelson Morales
Nelson Noel Morales Barrientos (Cobán, 20 settembre 1976) è un ex calciatore guatemalteco, di ruolo difensore.

## Caratteristiche tecniche
Era un difensore centrale.

## Carriera

### Club
Ha giocato nel Cobán Imperial fino al 2008. Nel 2008 è passato al Jalapa. Nel 2010 è tornato al Cobán Imperial. Nel 2011 è stato acquistato dallo Xelajú MC, con cui ha concluso la propria carriera da calciatore nel 2013.

### Nazionale
Ha debuttato in Nazionale il 6 marzo 2001, nell'amichevole Guatemala-El Salvador (1-1). Ha partecipato, con la Nazionale, alla CONCACAF Gold Cup 2003 e alla CONCACAF Gold Cup 2005. Ha collezionato in totale, con la maglia della Nazionale, 31 presenze.

## Palmarès

### Club

#### Competizioni nazionali
- Campionato guatemalteco di calcio: 3

Cobán Imperial: 2003-2004
Jalapa: 2008-2009
Xelajú MC: 2011-2012